# بینامتنیت
بینامتنیت یا متنِ پنهان (به انگلیسی: Intertextuality) شکل‌گیری معنای متن توسط متون دیگر است. این می‌تواند شامل استقراض و دگردیسی متنی دیگر توسط مؤلف یا ارجاع دادن خواننده به متنی دیگر باشد. اصطلاح «بینامتنیت»، از زمان ابداعش توسط جولیا کریستوا در سال ۱۹۶۶ دفعات بسیاری تغییر یافته‌است و قرض گرفته شده‌است.
بینامتنی به معنی شکل یافتن متنی جدید بر اساس متون معاصر یا قبلی است به‌طوری‌که متن جدید فشرده‌ای از تعدادی از متون که مرز بین آن‌ها محو شده می‌باشد و ساختارش به شکلی تازه شود و به‌طوری‌که از متون قبلی چیزی جز ماده آن باقی نمانده‌است و اصل آن در متن جدید پنهان شده و تنها افراد خبره توان تشخیص آن را داشته باشند. برخی بر این باورند که اصطلاحاتی چون اقتباس، تضمین، تلمیح، اشاره، مناقضات، سرقات، معارضا و … در میراث ادب عربی تا حدودی با مفهوم بینامتنی همپوشانی دارند. اما اچ. پورتر ابوت، روایت‌پژوه برجسته، معتقد است که تفاوت بینامتنیت با «تلمیح» و «تقلید» در آن است که بینامتنیت وضعیت گریزناپذیر متون است و اختیاری نیست.
اصطلاح بینامتنی به رابطه‌های گوناگون متون از لحاظ صورت و معنا اشاره می‌کند. متون، بافت‌ها و سیاق‌هایی را فراهم می‌کنند که می‌تواند دیگر متون را درون آن‌ها خلق و تفسیر کرد. بینامتنیت به رابطه تفسیری و معناشناختی ناظر است و در تفسیر قرآن نیز مراد از بینامتنی، توجه به روابط نشانه شناختی و معناشناختی است که متون دیگر می‌توانند با قرآن داشته باشند.
یکی از حساس‌ترین و جدی‌ترین مباحث حوزه نقد متن، روابط بینامتنی است. در واقع منظور از روابط بینامتنی این هست که هر متنی ناظر به متون پیشینی هست و زمانی که مطالعات متنی صورت می‌گیرد توجه به نوع رابطه‌ای که این متون با هم دارند، حائز اهمیت است. اصل اساسی نظریه بینامتنیت این هست که هیچ متنی بدون پیش متن نیست و متن‌ها پیوسته بر اساس متن‌های گذشته بنا می‌شوند. هر کسی که عهده‌دار فهم یک متن هست می‌بایست رابطه آن متن با سایر متون را تعیین کند. جهت فهم یک متن تنها توجه به روابط درون متنی کارساز نیست و می‌بایست به رابطه متن با سایر متون نیز توجه کند. جولیا کریستوا نخستین کسی بود که اصطلاح بینامتنی را به کار برده‌است. او بینامتنی را با این جمله بیان کرده‌است که هیچ متنی جزیره‌ای جدا از دیگر متون نیست. این اصطلاح به رابطه‌های گوناگونی اشاره دارد که متون را از لحاظ صورت و مضمون به هم پیوند می‌دهند. هر متنی در نسبت با متون دیگر وجود دارد.
هیچ متنی را نمی‌توان به تنهایی و بدون اتکا به متون دیگر فهمید، زیرا نمی‌توان از استفاده کردن لغات و عباراتی که دیگران قبلاً استفاده کرده‌اند اجتناب کرد؛ بنابراین بینامتنیت نشان‌دهندهٔ آن است که همه رویدادهای ارتباطی به نوعی به رویدادهای پیشین مربوطند و از آن‌ها بهره می‌گیرند. یک متن را می‌توان حلقه‌ای در یک زنجیرهٔ بینامتنی دانست؛ یعنی مجموعه‌ای از متون که در آن هر متن عناصری از متن یا متون دیگر را در خود تعبیه می‌کند.
بینامتنیت، دارای سه رکن اصلی است: متن پنهان، متن حاضر و روابط بینامتنی. انتقال لفظ یا معنا از متن پنهان به متن حاضر، روابط بینامتنی نام دارد و مهم‌ترین رکن نظریهٔ بینامتنی در تفسیر متون به‌شمار می‌رود. بازآفرینی متن پنهان یا حضور آن در متن حاضر، به سه صورت انجام می‌گیرد که از آن، با عنوان قواعد سه گانهٔ بینامتنی یاد می‌شود: قاعدهٔ نفی جزئی، قاعدهٔ نفی متوازی و قاعدهٔ نفی کلی.
مهم‌ترین هدفی که بینامتنیت دارد، کشف نشانه‌ها و آثار مثبت متون دیگر بر یک متن است؛ چرا که بینامتنیت مطالعه و بررسی روابط موجود میان متن حاضر و متون دیگر است، به‌طوری‌که خواننده را در درک عمیق‌تر و فهم بهتر یک متن یاری می‌رساند. با نگاهی به آثار ادبی می‌توان دریافت که ادبا از میراث کهن به ویژه میراث دینی، بهره فراوانی برده، و از آن مرجعی غنی برای آثار ادبی خود ساخته‌اند. قرآن کریم در رأس میراث دینی قرار دارد که در حقیقت می‌توان آن را به عنوان منبعی کامل دانست، که ادبا در تمام دوران نه فقط در ادبیات عربی بلکه در ادبیات جوامع اسلامی از آن متأثر گشته‌اند.
مثال: آیة ۶۹ سوره احزاب: «یا أَیُّهَا الَّذِینَ آمَنُوا لا تَکُونُوا کَالَّذِینَ آذَوْا مُوسی فَبَرَّأَهُ اللَّهُ مِمَّا قالُوا وَ کانَ عِنْدَ اللَّهِ وَجِیهاً» مؤمنان را از آزار پیامبر اسلام نهی می‌کند و می‌فرماید: مانند کسانی نباشید که موسی را با سخنانشان آزار می‌دادند، آیه تصریحی ندارد آنچه که موجب آزار موسی می‌شد چه سخنی بوده‌است و تنها به عبارت «مما قالوا» اکتفا نموده‌است.
این آیه یک معلوم و یک مجهول دارد معلوم عبارت از اینکه بسیاری از مفسران معتقدند آزار پیامبر اسلام در پی ازدواج ایشان با زینب همسر مطلقه زید بن حارثه (فرزند خوانده رسول خدا) بوده‌است، زیرا در فرهنگ عرب جاهلیت ازدواج با همسر فرزند خوانده قبیح شمرده می‌شد؛ و مجهول در این آیه این است که «یهودیان با گفتن چه سخنی و پیرامون چه موضوعی، موجب آزار موسی می‌شدند».
منابع تفسیری مسلمانان در این خصوص چهار وجه برشمرده‌اند: الف) تهمت قتل هارون توسط موسی؛ ب) انتساب مسائل غیراخلاقی به موسی توسط قارون؛ ت) انتساب مشکل جسمی به موسی؛ ث) تهمت سحر و جادو.
به نظر می‌رسد، نخستین بار ساموئل گونتر وال در بازنویسی ترجمة آلمانی قرآن اثر بویزن، در یک پاورقی، مناسب‌ترین وجه برای تفسیر این آیه را واقعه مطرح در سِفر اعداد: ۱۲ تورات دانسته که ماجرای اعتراض‌ها به ازدواج موسی و صفوره را شرح می‌دهد؛ زیرا؛ براساس یک سنت کهن عبرانیان مجاز به ازدواج با اقوام دیگر نبودند و صفوره از مدیانی‌ها بود. همان‌طور که ملاحظه شد، شباهت ازدواج رسول خدا با زینب و ازدواج موسی با صفوره در این بود که هر دوی آنها مخالف سنت‌های پیشین خود ازدواج نموده بودند؛ و به‌طور طبیعی، این ازدواج‌ها واکنش‌های ستیزه‌جویانه‌ای در پی داشت؛ بنابراین، وجه تشبیه در آیة مورد بحث، آزار و اذیت‌هایی است که در گذشته قوم عبرانی صرفاً در رابطه با ازدواج موسی روا می‌داشتند، و آیه مورد بحث مسلمانان را از تکرار آن در مورد محمد نهی می‌کند؛ و این نمونه ای از تفسیر بینامتنی متون مقدس است.

## صفحات مربوط
- پساساختارگرایی
- امبرتو اکو
- نشانه‌شناسی